# Kevin Jackson
Kevin Andre Jackson (ur. 25 listopada 1964 w Highland Falls) – amerykański zapaśnik w stylu wolnym. Złoty medalista z Barcelony 1992 w kategorii do 82 kg. Dwukrotny złoty medalista Mistrzostw Świata, w 1991 i 1995 roku i Igrzysk i Mistrzostw Panamerykańskich. Pierwsze miejsce w Pucharze Świata w 1993, 1995 i 1997; trzecie w 1994 roku.
Zawodnik Iowa State University. Po zakończeniu kariery amatorskiej zawodnik mieszanych sztuk walki w Ultimate Fighting Championship. Następnie trener zapasów.